# Gomphocarpus
Gomphocarpus es un género de fanerógamas de la familia Apocynaceae. Contiene 168 especies descritas y de estas, solo 22 aceptadas. Es originario de África y naturalizada en Australia, Asia, América Central, Sudamérica y Madagascar.

## Distribución y hábitat
Se distribuye por  Angola, Botsuana, Burundi, Camerún, Egipto, Eritrea, Etiopía, Guinea, Jordania, Kenia, Lesoto, Malaui, Mozambique, Namibia, Nigeria, República Democrática del Congo, Ruanda, Sudáfrica, Somalia, Sudán, Suazilandia, Tanzania, Uganda, Yemen, Yibuti. Zambia y  Zimbabue donde son pioneros de la apertura de hábitats perturbados y suelos quemados por el fuego, se encuentran en alturas de 150-600-2,700 m s. n. m.  G. rivularis Schltr. es una planta acuática.

## Descripción
Son plantas herbáceas erectas que alcanzan los  50-150 cm de alto (-300), a menudo basalmente ramificada a poco ramificada, con látex blanco (abundante), sus órganos subterráneos lo constituyen raíces leñosas. Las hojas son opuestas o verticiladas, sésiles o subsésiles, ligeramente ascendentes a firmemente ascendentes;  carnosas o coriáceas, de 3-12 cm de largo (-18), 0.3-2 cm de ancho (-6), lineales o triangulares, deltadas o alargadas y ovaladas, basalmente truncadas o cuneadas o cordadas, el ápice agudo o acuminado o atenuado, por lo general ligeramente revoluto.
Las inflorescencias son extra-axilares, solitarias, con 4-15  flores (-30), simples. Tiene un número de cromosomas de: 2n = 22 (G. cancellatus (Burm.f.) Bruyns, G. filiformis (E.Mey.) Dietr., G. fruticosus (L.) W.T.Aiton).

## Taxonomía
El género fue descrito por Robert Brown y publicado en Memoirs of the Wernerian Natural History Society 1: 37(preprint). 1810.

## Especies
- Gomphocarpus abyssinicus Decne.
- Gomphocarpus cancellatus (Burm. f.) Bruyns
- Gomphocarpus filiformis (E.Mey.) Dietr.
- Gomphocarpus fruticosus (L.) W.T.Aiton
- Gomphocarpus glaucophyllus Schltr.
- Gomphocarpus integer (N.E.Br.) Bullock
- Gomphocarpus kaessneri (N.E.Br.) Goyder & Nicholas
- Gomphocarpus munonquensis (S.Moore) Goyder & Nicholas
- Gomphocarpus phillipsiae (N.E.Br.) Goyder
- Gomphocarpus physocarpus E.Mey. (Syn.: Asclepias physocarpa (E.Mey.) Schltr.)
- Gomphocarpus praticolus (S.Moore) Goyder & Nicholas
- Gomphocarpus purpurascens A.Rich.
- Gomphocarpus rivularis Schltr.
- Gomphocarpus semiamplectens K.Schum.
- Gomphocarpus semilunatus A.Rich.
- Gomphocarpus sinaicus Boiss.
- Gomphocarpus stenophyllus Oliv.
- Gomphocarpus swynnertonii (S.Moore) Goyder & Nicholas
- Gomphocarpus tenuifolius (N.E.Br.) Bullock